# Resultados do Carnaval do Rio de Janeiro em 2004
Nesta página estão listados os resultados dos concursos de escolas de samba e de blocos de enredo do carnaval do Rio de Janeiro do ano de 2004. Os desfiles foram realizados entre os dias 21 e 28 de fevereiro de 2004.
A Beija-Flor conquistou seu oitavo título de campeã do carnaval carioca. A escola realizou um desfile sobre a preservação da Amazônia e as riquezas da região de Manaus. O enredo "Manõa, Manaus, Amazônia, Terra Santa: Alimenta o Corpo, Equilibra a Alma e Transmite a Paz" foi desenvolvido pela Comissão de Carnaval da escola, formada por Cid Carvalho, Fran Sérgio, Laíla, Shangai e Ubiratan Silva. Assim como a maioria das escolas do Grupo Especial, a Beija-Flor desfilou sob chuva. Unidos da Tijuca foi a vice-campeã com um surpreendente desfile que lançou o carnavalesco Paulo Barros na elite do carnaval. O destaque da apresentação foi uma alegoria, que ficou conhecida como "carro do DNA", onde componentes com o corpo todo pintado de azul, faziam movimentos sincronizados representando a estrutura em dupla hélice da molécula de DNA. Grande Rio causou polêmica com um desfile sobre camisinha, assinado pelo carnavalesco Joãosinho Trinta. Alegorias que retratavam atos sexuais desfilaram cobertas para ocultar esculturas eróticas. Recém promovida ao Grupo Especial, após vencer o Grupo A em 2003, a São Clemente foi rebaixada de volta à segunda divisão.
O carnaval de 2004 também foi marcado pela decisão da LIESA de permitir que as escolas do Grupo Especial reeditassem sambas de enredo antigos. A iniciativa foi proposta em comemoração ao aniversário de vinte anos do Sambódromo. Das quatro escolas que aderiram à proposta, Unidos do Viradouro foi a melhor classificada, atingindo o quarto lugar com a reedição do samba-enredo de 1975 da Unidos de São Carlos, sobre o Pará e o Círio de Nazaré. Portela foi a sétima colocada reeditando o próprio samba de 1970, "Lendas e Mistérios da Amazônia". Império Serrano se classificou em nono lugar reeditando seu clássico samba-enredo "Aquarela Brasileira", de 1964. Tradição ficou em décimo segundo lugar reeditando o clássico portelense "Contos de Areia", de 1984.
Unidos de Vila Isabel foi a campeã do Grupo A com um desfile sobre a cidade de Paraty. No mesmo grupo, a tradicional Estácio de Sá foi rebaixada para a terceira divisão. Vizinha Faladeira venceu o Grupo B; Independente da Praça da Bandeira conquistou o Grupo C; Flor da Mina do Andaraí ganhou o Grupo D; e Mocidade Unida de Jacarepaguá foi a campeã do Grupo E. Entre os blocos de enredo, Barriga venceu o Grupo 1; Corações Unidos do Amarelinho conquistou o Grupo 2; e Boca de Siri foi o campeão do Grupo 3.

## Grupo Especial
O desfile do Grupo Especial foi organizado pela Liga Independente das Escolas de Samba do Rio de Janeiro (LIESA) e realizado no Sambódromo da Marquês de Sapucaí, a partir das noites de 22 e 23 de fevereiro de 2004. Nas duas noites, o desfile começou com atraso devido à chuva. A partir desse ano, foi liberado reeditar sambas antigos. A iniciativa foi proposta em comemoração aos vinte anos do Sambódromo. Das quatorze escolas, quatro optaram por reedições.
Ordem dos desfiles

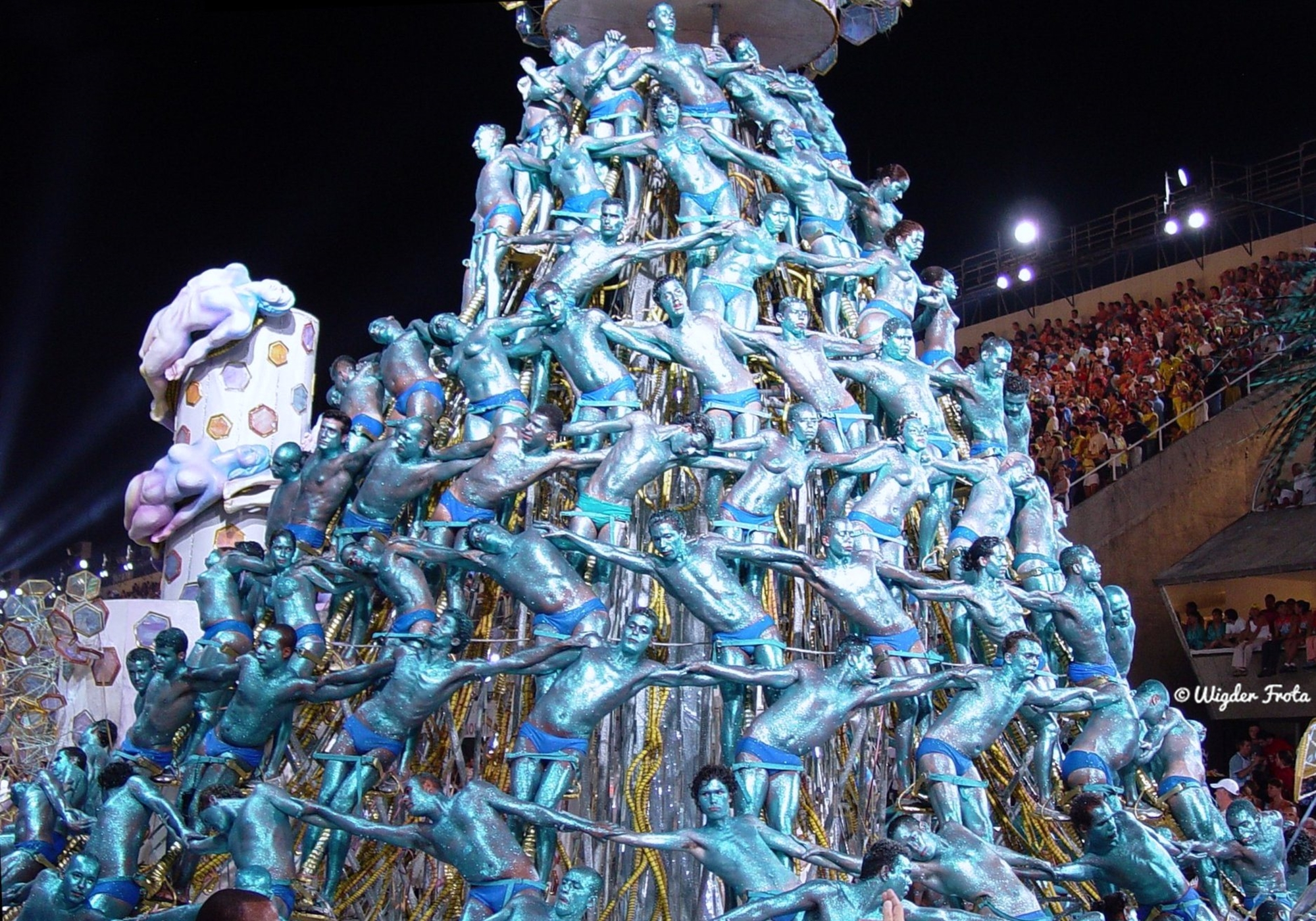
A icônica "alegoria do DNA" no desfile da Unidos da Tijuca. Com um desfile surpreendente a escola foi vice-campeã do Grupo Especial.

A primeira noite de apresentações foi aberta pela campeã do Grupo A do ano anterior, São Clemente. A segunda noite foi aberta pela penúltima colocada do Grupo Especial do ano anterior, Tradição. A ordem de desfile das demais escolas foi definida através de sorteio realizado no dia 30 de junho de 2003. A Unidos do Porto da Pedra foi sorteada para encerrar a segunda noite, mas trocou de posição com a Mocidade Independente de Padre Miguel.
| Domingo (22/02/2004) | Segunda-feira (23/02/2004) |
| 1. São Clemente 2. Caprichosos de Pilares 3. Unidos da Tijuca 4. Acadêmicos do Salgueiro 5. Acadêmicos do Grande Rio 6. Estação Primeira de Mangueira 7. Portela | 1. Tradição 2. Unidos do Porto da Pedra 3. Imperatriz Leopoldinense 4. Império Serrano 5. Beija-Flor 6. Unidos do Viradouro 7. Mocidade Independente de Padre Miguel |

Quesitos e julgadores
Foram mantidos os dez quesitos de avaliação do ano anterior e a mesma quantidade de julgadores.
| Quesitos | Quesitos                     | Julgador 1                | Julgador 2           | Julgador 3           | Julgador 4                |
| -------- | ---------------------------- | ------------------------- | -------------------- | -------------------- | ------------------------- |
|          | Harmonia                     | Nilton Rodrigues da Silva | José Roberto Brandão | Célia Souto          | Benvindo Siqueira         |
|          | Bateria                      | Cláudio Luiz Matheus      | Ivan Paulo           | Luiz Carlos Reis     | Mario Jorge Bruno         |
|          | Enredo                       | Orpheu de Souza           | Clécio Quesado       | Luiz Antônio Araújo  | Liana Barcelos            |
|          | Mestre-Sala e Porta-Bandeira | Tito Canha                | Ilclemar Nunes       | Beatriz Badejo       | Marly Leal                |
|          | Samba-Enredo                 | Rui Maurity               | Jorge Simas          | Nely Fragoso         | Eri Galvão                |
|          | Fantasias                    | Suely Stambowisk          | Dulce Tupy           | Irene Orazen         | Sonia Gallo               |
|          | Alegorias e Adereços         | Maurício Salgueiro        | Ana Bernachi         | Adriana Filardi      | Luiz Carlos Corrêa        |
|          | Conjunto                     | Jayme Darriba             | Daise Guimarães      | Wilson Martinez      | Adilson Gomes de Oliveira |
|          | Comissão de Frente           | João Wlamir               | Rafael David         | Aníbal La Valle      | Maria Luiza Noronha       |
|          | Evolução                     | Salete Lisboa             | Carlos Pousa         | Luiz Eduardo Rezende | Otoniel Serra             |

### Classificação
Com um desfile sobre a preservação da Amazônia e as riquezas da região de Manaus, a Beija-Flor conquistou seu oitavo título no carnaval carioca. Quinta escola da segunda noite, a Beija-Flor desfilou debaixo de chuva forte. O enredo "Manoa, Manaus, Amazônia, Terra Santa: Alimenta o Corpo, Equilibra a Alma e Transmite a Paz" foi desenvolvido pela Comissão de Carnaval da escola, formada por Cid Carvalho, Fran Sérgio, Laíla, Shangai e Ubiratan Silva.
Com um desfile sobre descobertas cientificas e tecnológicas, a Unidos da Tijuca conquistou o vice-campeonato, sendo o melhor resultado da escola desde 1948. O desfile marcou a estreia do carnavalesco Paulo Barros no Grupo Especial. O destaque da apresentação foi o "carro do DNA", como ficou conhecida a alegoria com uma estrutura de ferro onde cerca de 123 pessoas, com o corpo todo pintado de azul metálico, faziam movimentos sincronizados representando a estrutura em dupla hélice da molécula de DNA. Estação Primeira de Mangueira foi a terceira colocada com um desfile sobre a Estrada Real. Unidos do Viradouro reeditou o samba-enredo de 1975 da Unidos de São Carlos, rebatizando a obra com outro nome. O desfile, sobre o estado do Pará, com enfoque no Círio de Nazaré, rendeu à escola o quarto lugar. Quinta colocada, a Imperatriz Leopoldinense contou a história da cidade de Cabo Frio e da extração de pau-brasil que ocorria na região na época do Brasil Colônia. O Salgueiro conquistou a última vaga do Desfile das Campeãs realizando um desfile sobre o álcool.
Portela ficou com o sétimo lugar reeditando o clássico samba-enredo "Lendas e Mistérios da Amazônia", com o qual a escola foi campeã do carnaval de 1970. Com um enredo sobre educação no trânsito, a Mocidade Independente de Padre Miguel se classificou na oitava colocação. Império Serrano foi a nona colocada reeditando seu clássico samba-enredo "Aquarela Brasileira", composto por Silas de Oliveira em 1964. Acadêmicos do Grande Rio se classificou em décimo lugar com um desfile sobre a camisinha. Três alegorias representando atos sexuais, com reproduções de órgãos genitais, foram cobertas com sacos plásticos e faixas com a palavra "Censurado". A Justiça chegou a determinar que as alegorias não fossem apresentadas, mas mudou de posição, decidindo liberá-las. Ainda assim, a direção da escola resolveu cobrir as esculturas eróticas. Responsável pelo desfile, o carnavalesco Joãosinho Trinta foi demitido da escola antes da apuração do resultado. Décima primeira colocada, a Unidos do Porto da Pedra contou a história da comunicação, desde a idade da pedra até a internet. A Tradição reeditou o clássico samba-enredo de 1984 da Portela, "Contos de Areia", se classificando em décimo segundo lugar. Penúltima colocada, a Caprichosos de Pilares homenageou a apresentadora Xuxa Meneguel, que desfilou na última alegoria da escola. Recém promovida ao Grupo Especial, após vencer o Grupo A no ano anterior, a São Clemente foi rebaixada de volta à segunda divisão. Última colocada, a escola apresentou um desfile com crítica social sobre o jeitinho brasileiro.
| Legenda: Desfile das Campeãs Rebaixada para o Grupo A |

| Col. | Escola                                | Enredo | Carnavalesco(a)                                            | Pontos | Desempate           |
| ---- | ------------------------------------- | --- | ---------------------------------------------------------- | ------ | ------------------- |
| 1    | Beija-Flor                            | Manõa, Manaus, Amazônia, Terra Santa: Alimenta o Corpo, Equilibra a Alma e Transmite a Paz                             | Cid Carvalho, Fran Sérgio, Laíla, Shangai e Ubiratan Silva | 388,7  | -                   |
| 2    | Unidos da Tijuca                      | O Sonho da Criação e a Criação do Sonho. A Arte da Ciência no Tempo do Impossível                                      | Paulo Barros                                               | 387,9  | Evolução (39,9 pts) |
| 3    | Estação Primeira de Mangueira         | Mangueira Redescobre a Estrada Real... E Deste Eldorado Faz Seu Carnaval                                               | Max Lopes                                                  | 387,9  | Evolução (39,7 pts) |
| 4    | Unidos do Viradouro                   | Pediu pra Pará, Parou! Com a Viradouro Eu Vou pro Círio de Nazaré (Reedição do enredo de 1975 da Unidos de São Carlos) | Mauro Quintaes                                             | 386,9  | -                   |
| 5    | Imperatriz Leopoldinense              | Breazail | Rosa Magalhães                                             | 386,5  | -                   |
| 6    | Acadêmicos do Salgueiro               | A Cana que Aqui se Planta, Tudo Dá... Até Energia! Álcool, o Combustível do Futuro                                     | Renato Lage e Márcia Lage                                  | 386,2  | -                   |
| 7    | Portela                               | Lendas e Mistérios da Amazônia (Reedição do próprio enredo de 1970)                                                    | Jorge Freitas                                              | 384,9  | -                   |
| 8    | Mocidade Independente de Padre Miguel | Não Corra, não Mate, não Morra. Pegue Carona com a Mocidade!                                                           | Chico Spinoza                                              | 381,2  | -                   |
| 9    | Império Serrano                       | Aquarela Brasileira (Reedição do próprio enredo de 1964)                                                               | Ilvamar Magalhães                                          | 380,9  | -                   |
| 10   | Acadêmicos do Grande Rio              | Vamos Vestir a Camisinha, Meu Amor!                                                                                    | Joãosinho Trinta                                           | 380,5  | -                   |
| 11   | Unidos do Porto da Pedra              | Sou Tigre, Sou Porto, da Pedra à Internet: O Mensageiro na História da Vida do Leva e Traz                             | Alexandre Louzada                                          | 376,7  | -                   |
| 12   | Tradição                              | Contos de Areia (Reedição do enredo de 1984 da Portela)                                                                | Orlando Júnior                                             | 372,9  | -                   |
| 13   | Caprichosos de Pilares                | Xuxa e Seu Reino Encantado no Carnaval da Imaginação                                                                   | Cahê Rodrigues                                             | 368,9  | -                   |
| 14   | São Clemente                          | Boi Voador Sobre o Recife: Cordel da Galhofa Nacional                                                                  | Milton Cunha                                               | 367,8  | -                   |

### Premiações

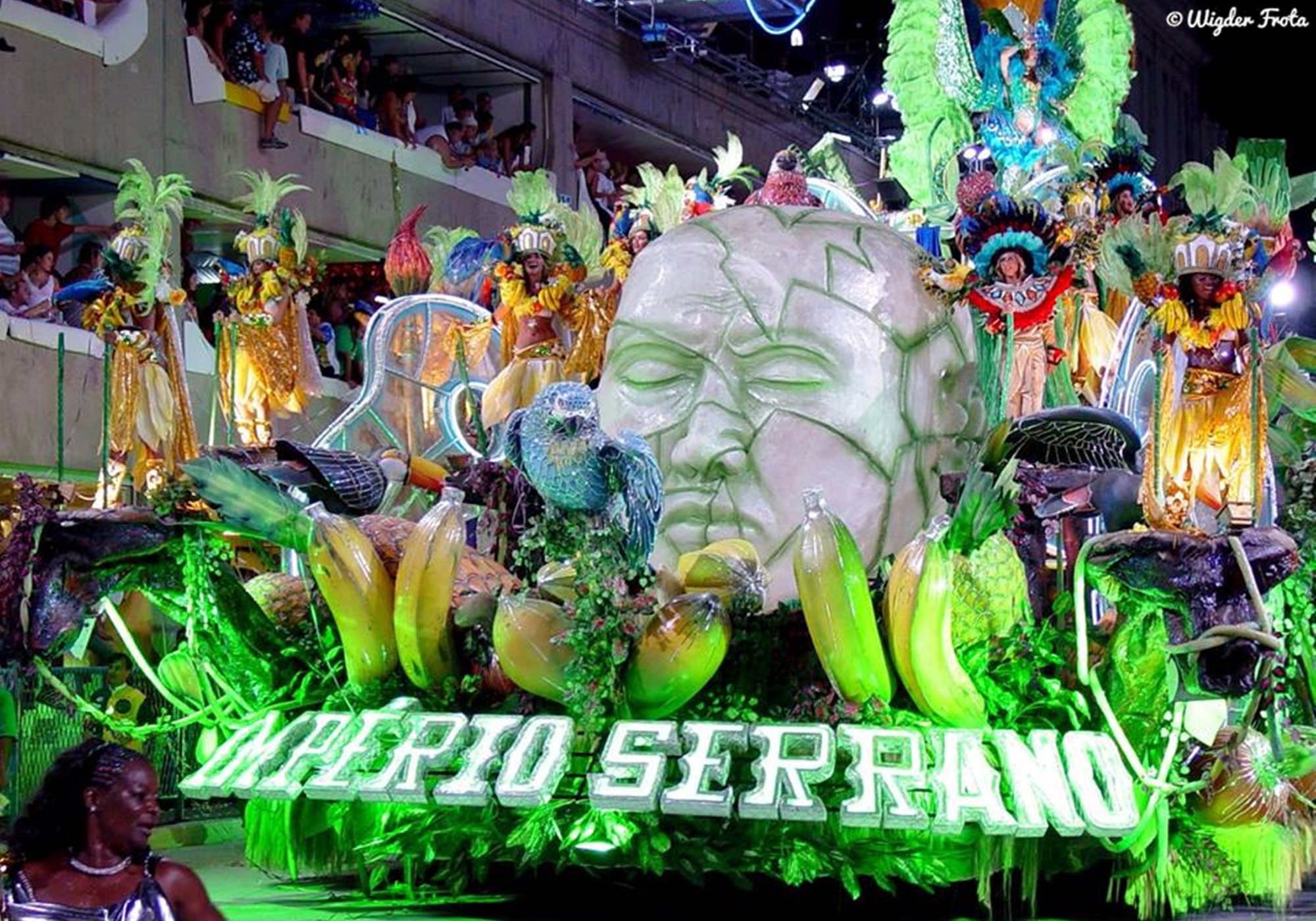
Desfile do Império Serrano em 2004. Escola foi eleita a melhor do ano pelo Estandarte de Ouro.

| Prêmios 2004          | Estandarte de Ouro     | Tamborim de Ouro                    |
| --------------------- | ---------------------- | ----------------------------------- |
| Melhor escola         | Império Serrano        | Beija-Flor                          |
| Samba-enredo          | Império Serrano        | Império Serrano                     |
| Melhor enredo         | Unidos da Tijuca       | Mocidade Independente               |
| Melhor bateria        | Império Serrano        | Salgueiro                           |
| Melhor mestre-sala    | Ronaldinho (Salgueiro) | Rogerinho (Unidos da Tijuca)        |
| Melhor porta-bandeira | Giovanna (Mangueira)   | Lucinha (Unidos da Tijuca)          |
| Comissão de frente    | Mangueira              | Mangueira                           |
| Melhor intérprete     | Nêgo (Império Serrano) | Dominguinhos do Estácio (Viradouro) |
| Melhor ala de baianas | Império Serrano        | Beija-Flor                          |

### Desfile das Campeãs
O Desfile das Campeãs foi realizado a partir da noite do sábado, dia 28 de fevereiro de 2004, no Sambódromo da Marquês de Sapucaí. A escola de samba italiana Paterno & Sciacca abriu o desfile. Em seguida desfilaram as seis primeiras colocadas do Grupo Especial em ordem inversa de classificação.
| Ordem dos desfiles |
| 1. Paterno & Sciacca 2. Acadêmicos do Salgueiro 3. Imperatriz Leopoldinense 4. Unidos do Viradouro 5. Estação Primeira de Mangueira 6. Unidos da Tijuca 7. Beija-Flor |

## Grupo A
O desfile do Grupo A (segunda divisão) foi organizado pela Associação das Escolas de Samba da Cidade do Rio de Janeiro e realizado a partir das 19 horas do sábado, dia 21 de fevereiro de 2004, no Sambódromo da Marquês de Sapucaí.
| Ordem dos desfiles |
| 1. União da Ilha do Governador 2. Lins Imperial 3. Estácio de Sá 4. Alegria da Zona Sul 5. Leão de Nova Iguaçu 6. União de Jacarepaguá 7. Acadêmicos do Cubango 8. Inocentes da Baixada 9. Acadêmicos de Santa Cruz 10. Unidos de Vila Isabel 11. Acadêmicos da Rocinha 12. Paraíso do Tuiuti |

Quesitos e julgadores
Foram mantidos os nove quesitos de avaliação do ano anterior. A quantidade de julgadores aumentou para quatro por quesito, ante dois dos anos anteriores.
| Quesitos | Quesitos                     | Julgadores                           | Julgadores                        | Julgadores                     | Julgadores                            |
| -------- | ---------------------------- | ------------------------------------ | --------------------------------- | ------------------------------ | ------------------------------------- |
|          | Mestre-Sala e Porta-Bandeira | Ricardo de Oliveira                  | Carmem Luzia Ferreira Carsoso     | Mercedes Valpassos             | Caio Márcio Trindade Barbosa da Silva |
|          | Comissão de Frente           | Carlos de Augusto de Almeida Azevedo | João Carlos Alves Artigos         | Eliane Lyra Madeira            | Lygia Veiga da Cunha                  |
|          | Fantasias                    | Heloisa de Senna Frederico           | Ana Paula Bellotto                | Maria Luiza Ferreira Vianna    | Eduardo José Gonçalves                |
|          | Alegorias e Adereços         | Luís Osvaldo Cunha                   | Tatiana Grimberg                  | Cecília Modesto                | Cláudia de Miranda Silva              |
|          | Enredo                       | Antonio Carlos de Athayde            | Vitor Mario Iório                 | Marcos Vinícius Faustini       | Sérgio Fonta Cruz                     |
|          | Evolução                     | Zilmar Borges Basílio                | Tânia Brandão da Silva            | André Waller                   | Sid Camillo Dias                      |
|          | Harmonia                     | Adilton Tiscate                      | Maria Cristina Bhering            | Francisco José de Salles Motta | Júlio César de Barros Biar            |
|          | Samba-Enredo                 | Marco Antônio Costa                  | Arthur Loureiro de Oliveira Filho | Cherubim de Souza Oliveira     | Luiz Gustavo Leite                    |
|          | Bateria                      | Carlos Augusto Negreiro Ferreira     | Jalcireno Fontoura de Oliveira    | José Adilson Werneck           | Joviano César da Silva                |

### Classificação
Unidos de Vila Isabel foi a campeã, garantindo seu retorno ao Grupo Especial, de onde foi rebaixada em 2000. Este foi o segunda título da Vila na segunda divisão. A Vila realizou um desfile sobre a cidade de Paraty. O enredo foi assinado pelo carnavalesco João Luiz de Moura, que conquistou seu segundo título no Grupo A. Últimas colocadas, Estácio de Sá, Inocentes da Baixada, Leão de Nova Iguaçu e Lins Imperial foram rebaixadas para a terceira divisão.
| Legenda: Promovida ao Grupo Especial Rebaixadas para o Grupo B |

| Col. | Escola                      | Enredo                                                                                       | Carnavalesco(a)                               | Pontos | Desempate        |
| ---- | --------------------------- | -------------------------------------------------------------------------------------------- | --------------------------------------------- | ------ | ---------------- |
| 1    | Unidos de Vila Isabel       | A Vila É Para Ti...                                                                          | João Luiz de Moura                            | 180    | -                |
| 2    | Acadêmicos de Santa Cruz    | Nas Páginas do Brasil, Santa Cruz Escreve Sua História                                       | Alan Castilho, Munir Nicolau e Rosele Nicolau | 179,4  | -                |
| 3    | Acadêmicos da Rocinha       | O Mago do Novo, João do Povo                                                                 | Alex de Souza                                 | 179,2  | -                |
| 4    | União de Jacarepaguá        | Rio de Janeiro, o Rio que o Mundo Inteiro Ama                                                | Shangai                                       | 178,5  | -                |
| 5    | Acadêmicos do Cubango       | Cubango é Shopping no Mundo do Toma Lá, Dá Cá                                                | Antônio Sérgio e Beto Reis                    | 178,2  | -                |
| 6    | Alegria da Zona Sul         | Dorival Caymmi, o Mar e o Tempo nas Areias de Copacabana                                     | Oswaldo Luís e Carlos André                   | 178    | -                |
| 7    | União da Ilha do Governador | Com Pandeiro ou sem Pandeiro... Eu Brinco. Com Dinheiro ou sem Dinheiro... Eu Também Brinco! | Paulo Menezes                                 | 177,9  | Samba (20 pts)   |
| 8    | Paraíso do Tuiuti           | Olha que Coisa Mais Linda, o Poeta Está no Paraíso                                           | Jaime Cezário                                 | 177,9  | Samba (19,9 pts) |
| 9    | Estácio de Sá               | A Estácio é Dez, o Brasil é Mil e a Fome é Zero                                              | Sílvio Cunha                                  | 177    | -                |
| 10   | Inocentes da Baixada        | Sorria! Sou Rio, Sou Inocentes, Sou Pan, Serei Olimpíadas                                    | Luiz Fernando Reis                            | 175,1  | -                |
| 11   | Leão de Nova Iguaçu         | Insone Planeta Insano                                                                        | Mauro Quintaes e Gilberto Muniz               | 173    | -                |
| 12   | Lins Imperial               | 75 Anos da Mangueira. É Bom Se Segurar que a Poeira Vai Subir!                               | Jorge Caribé                                  | 172,9  | -                |

### Premiações
| Prêmios 2004        | Melhor escola | Samba-enredo         | Enredo        | Bateria       | Mestre-sala e porta-bandeira  | Comissão de frente | Ala de baianas    | Ala de passistas | Intérprete              |
| ------------------- | ------------- | -------------------- | ------------- | ------------- | ----------------------------- | ------------------ | ----------------- | ---------------- | ----------------------- |
| S@mba-Net           | Vila Isabel   | União de Jacarepaguá | União da Ilha | Cubango       | Eduardo e Cíntia (Santa Cruz) | Alegria            | Vila Isabel       | Cubango          | Bruno Ribas (Inocentes) |
| Troféu Jorge Lafond | -             | União de Jacarepaguá | Santa Cruz    | União da Ilha | Eduardo e Cíntia (Santa Cruz) | Rocinha            | Paraíso do Tuiuti | Vila Isabel      | -                       |
| Estandarte de Ouro  | -             | União de Jacarepaguá | -             | -             | -                             | -                  | -                 | -                | -                       |

## Grupo B
O desfile do Grupo B (terceira divisão) foi organizado pela AESCRJ e realizado a partir da noite da terça-feira, dia 24 de fevereiro de 2004, no Sambódromo da Marquês de Sapucaí.
| Ordem dos desfiles |
| 1. Boi da Ilha do Governador 2. Unidos da Ponte 3. Renascer de Jacarepaguá 4. Unidos da Villa Rica 5. União do Parque Curicica 6. Vizinha Faladeira 7. Unidos do Cabuçu 8. Acadêmicos da Barra da Tijuca 9. Império da Tijuca 10. Unidos de Lucas 11. Unidos do Jacarezinho 12. Arranco |

Quesitos e julgadores
Foram mantidos os nove quesitos de avaliação do ano anterior. A quantidade de julgadores aumentou para quatro por quesito, ante dois dos anos anteriores.
| Quesitos | Quesitos                     | Julgadores                           | Julgadores                      | Julgadores                         | Julgadores                    |
| -------- | ---------------------------- | ------------------------------------ | ------------------------------- | ---------------------------------- | ----------------------------- |
|          | Mestre-Sala e Porta-Bandeira | Carlos Manoel de Souza               | Thais Maia Alves de Souza       | Rita Therezinha dos Santos Freitas | Luiz Eduardo de Oliveira      |
|          | Comissão de Frente           | Eliane Pereira Murcia                | Silvio Curty Garcia             | João Carlos Silva Pires            | José Roberto Reyes Ortiz Jr.  |
|          | Fantasias                    | Roberta Alencastro Guimarães         | Cristhina Costa Lima da Rocha   | Cristiane Ferraz Correia           | Lícia Lacerda                 |
|          | Alegorias e Adereços         | Carlos Sergio Mendonça Dacier Lobato | Arnaldo Parpinelli              | Paulo Roberto Santi da Rocha       | Edna Silva Lima               |
|          | Enredo                       | Luiz Eduardo Pinheiro da Silva       | Cristiano da Silva Borges       | Francisco dos Santos Lourenço      | Nelson Rodrigues Filho        |
|          | Evolução                     | Jonas dos Santos Maia                | Daniela Marcondes               | Manoel Francisco de Souza          | Sandra Helena Barbosa Peixoto |
|          | Harmonia                     | Marcelo Pereira Mota                 | Nilcemar Nogueira               | Tânia Regina Machado da Silva      | Luciene Setta                 |
|          | Samba-Enredo                 | Márcia Frederico de Lyra Vaz         | Arino de Souza Dias             | Amilton Nogueira de Moraes         | Vera Lúcia da Silva Sastre    |
|          | Bateria                      | Paulo César Mariotine                | Francisco José Moreira da Silva | Ubiratan Ferreira Sodré            | Paulo José de Oliveira        |

### Classificação
Vizinha Faladeira foi a campeã, garantindo seu retorno ao Grupo A, de onde estava afastada desde 1997. A escola realizou um desfile baseado no conto "A Bela Adormecida". Vice-campeã, Renascer de Jacarepaguá garantiu sua promoção inédita ao Grupo A.
| Legenda: Promovidas ao Grupo A Rebaixadas para o Grupo C |

| Col. | Escola                        | Enredo                                                                                           | Carnavalesco(a)                  | Pontos |
| ---- | ----------------------------- | ------------------------------------------------------------------------------------------------ | -------------------------------- | ------ |
| 1    | Vizinha Faladeira             | A Bela Adormecida                                                                                | Flávio Policarpo                 | 180    |
| 2    | Renascer de Jacarepaguá       | A Riqueza da Criação em Cada Canto Desse Chão                                                    | Sandro Gomes                     | 179,5  |
| 3    | Império da Tijuca             | A Império da Tijuca É Doce, mas não É Mole não!                                                  | Jack Vasconcelos                 | 178,9  |
| 4    | Unidos do Jacarezinho         | Unisuam no Mundo Jacaré, Coruja É Rei                                                            | Eduardo Minucci                  | 177,9  |
| 5    | Unidos da Ponte               | Hei de Torcer, Torcer, Torcer... América, 100 Anos de Paixão                                     | Edgley Cunha e Ricardo Netto     | 176,1  |
| 6    | Unidos de Lucas               | Da Pedra Bonita ao Resgate Social, Itaboraí Uma História sem Igual                               | Jairo de Souza                   | 175,2  |
| 7    | Boi da Ilha do Governador     | Uni-duni-tê, Brincando, Construí Um Mundo Novo pra Você                                          | Severo Luzardo                   | 175    |
| 8    | Arranco                       | Maria Augusta, o Sonho nas Estrelas                                                              | Amarildo Nunes                   | 174,8  |
| 9    | Acadêmicos da Barra da Tijuca | Luz, Câmera e Ação, Cacá Diegues na Barra da Tijuca, é Pura Emoção!                              | Marcos Arranha e Márcio Oliveira | 174,5  |
| 10   | União do Parque Curicica      | Verdade pra Quem Viveu, Miragem pra Quem não Viu, Invasão de Amor e Paz nas Terras do Meu Brasil | Míriam Araújo                    | 174,3  |
| 11   | Unidos do Cabuçu              | Therezinha Monte - A Guerreira do Samba e Seus 20 Anos de Folia na Cabuçu                        | Luís Carlos Guimarães            | 172,1  |
| 12   | Unidos da Villa Rica          | Odoiá, a Poderosa Força das Águas, o Símbolo Gerador da Vida                                     | Luiz Cavalcanti                  | 162,2  |

### Premiações
| Prêmios 2004        | Melhor escola | Samba-enredo      | Enredo   | Bateria     | Mestre-sala e porta-bandeira  | Comissão de frente | Ala de baianas  | Ala de passistas | Intérprete              |
| ------------------- | ------------- | ----------------- | -------- | ----------- | ----------------------------- | ------------------ | --------------- | ---------------- | ----------------------- |
| S@mba-Net           | Vizinha       | Cabuçu            | Renascer | Vizinha     | Hugo e Michelle (Jacarezinho) | Vizinha            | Renascer        | Boi da Ilha      | Edmilton de Bem (Lucas) |
| Troféu Jorge Lafond | -             | Império da Tijuca | Vizinha  | Boi da Ilha | Jeferson e Denadir (Renascer) | Vizinha            | Unidos de Lucas | Boi da Ilha      | -                       |

## Grupo C
O desfile do Grupo C (quarta divisão) foi organizado pela AESCRJ e realizado a partir da noite do domingo, dia 22 de fevereiro de 2004, na Avenida Rio Branco.
| Ordem dos desfiles |
| 1. Acadêmicos do Sossego 2. Independente da Praça da Bandeira 3. Arrastão de Cascadura 4. Unidos do Anil 5. Difícil É o Nome 6. Canários das Laranjeiras 7. Mocidade de Vicente de Carvalho 8. Acadêmicos da Abolição 9. Acadêmicos do Engenho da Rainha 10. Em Cima da Hora 11. Unidos da Vila Kennedy 12. Mocidade Unida do Santa Marta |

### Classificação
Independente da Praça da Bandeira foi a campeã, garantindo sua promoção inédita ao Grupo B. A escola prestou um tributo ao médico sanitarista brasileiro Oswaldo Cruz, morto em 1917. Este foi o terceiro título consecutivo do Independente. Fundada em 2002, a escola venceu o Grupo E em seu primeiro ano e o Grupo D em 2003. Vice-campeã, Mocidade de Vicente de Carvalho também foi promovida ao Grupo B, de onde estava afastada desde 1997.
| Legenda: Promovidas ao Grupo B Rebaixadas para o Grupo D |

| Col. | Escola                            | Enredo                                                       | Carnavalesco(a)                           | Pontos |
| ---- | --------------------------------- | ------------------------------------------------------------ | ----------------------------------------- | ------ |
| 1    | Independente da Praça da Bandeira | Oswaldo Cruz, o Médico do Brasil no Palácio da Saúde         | Soler Vianna                              | 179,4  |
| 2    | Mocidade de Vicente de Carvalho   | Brasil, Flor Amorosa de Três Raças                           | Ad Moreira                                | 178,8  |
| 3    | Acadêmicos do Engenho da Rainha   | São Amados os Jorges Brasileiros                             | Marinaldo Bezerra                         | 175,9  |
| 4    | Acadêmicos da Abolição            | Brasil, Rico por Natureza e Grande pela Pobreza              | Joel Mousinho                             | 175,2  |
| 5    | Canários das Laranjeiras          | Bahia com H                                                  | Agnaldo Correa                            | 172,8  |
| 6    | Difícil É o Nome                  | Vinte Anos de Glória da Liesa                                | Fernando Alvarez                          | 172,8  |
| 7    | Arrastão de Cascadura             | Quem Tem Padrinho Desfila com Emoção nos 30 Anos do Arrastão | Sandro Gomes                              | 171,7  |
| 8    | Unidos do Anil                    | Glória Perez, a Mensageira da Paz!                           | Ramiro Montalvão                          | 171,6  |
| 9    | Mocidade Unida do Santa Marta     | Do Sonho à Realidade, o que Será de Nossas Crianças          | Ivano Fernandes e Rafael Júlio            | 170,2  |
| 10   | Unidos da Vila Kennedy            | Que Rei Sou Eu?                                              | Renato Cabral                             | 168,7  |
| 11   | Acadêmicos do Sossego             | Hoje É Dia de Feijão                                         | Amaro Sérgio                              | 166,7  |
| 12   | Em Cima da Hora                   | Uai, Nós Somos Brasileiros                                   | Marco Antônio Falleiros e Cássio Carvalho | 165,1  |

## Grupo D
O desfile do Grupo D (quinta divisão) foi organizado pela AESCRJ e realizado a partir da noite da segunda-feira, dia 23 de fevereiro de 2004, na Estrada Intendente Magalhães.
| Ordem dos desfiles |
| 1. Sereno de Campo Grande 2. Unidos do Cabral 3. Acadêmicos de Vigário Geral 4. Flor da Mina do Andaraí 5. Imperial de Morro Agudo 6. Acadêmicos do Dendê 7. Boêmios de Inhaúma 8. Unidos de Cosmos 9. Gato de Bonsucesso 10. Unidos de Manguinhos 11. Foliões de Botafogo 12. Mocidade Independente de Inhaúma |

### Classificação
Flor da Mina do Andaraí foi a campeã, garantindo sua promoção ao Grupo C, de onde estava afastada desde 1997. A escola homenageou o Salgueiro e seus desfiles de temática africana. Vice-campeã, Unidos do Cabral garantiu sua promoção inédita ao Grupo C. A escola homenageou o cantor Neguinho da Beija-Flor. Terceiro colocado, Gato de Bonsucesso também foi promovido ao Grupo C pela primeira vez em sua história. Em seu desfile, a escola homenageou o carnavalesco Renato Lage. Quarta colocada, Foliões de Botafogo também foi promovida ao Grupo C, de onde foi rebaixada no ano anterior.
| Legenda: Promovidas ao Grupo C Rebaixadas para o Grupo E |

| Col. | Escola                           | Enredo                                                                       | Carnavalesco(a)                                             | Pontos |
| ---- | -------------------------------- | ---------------------------------------------------------------------------- | ----------------------------------------------------------- | ------ |
| 1    | Flor da Mina do Andaraí          | O Carnaval Ganhou Mais Vida com a Influência Africana Através do Salgueiro   | Clóvis Sant'Ana                                             | 185    |
| 2    | Unidos do Cabral                 | Tributo à Neguinho da Beija-Flor - 25 Anos de Fé e Raiz                      | Lú Ferreira                                                 | 180,8  |
| 3    | Gato de Bonsucesso               | O Gato Conta e Encanta com a Estrela, Renato Lage                            | Carlos Gomes da Costa, Rafael, Roseni Lima e Sérgio Marcelo | 179,5  |
| 4    | Foliões de Botafogo              | Um Conto Tapajó-Madeira, Foliões Enfeitando a Fauna Brasileira               | Maurício Soares e Mário Fernando                            | 176,5  |
| 5    | Boêmios de Inhaúma               | A Sabedoria É a Justiça para Ser Feliz - Xangô                               | Luís Carlos do Valle                                        | 176    |
| 6    | Unidos de Cosmos                 | Cosmos Viaja nos Sonhos de Ney Roriz sem Medo de Ser Feliz                   | José Geraldo dos Santos                                     | 175,5  |
| 7    | Sereno de Campo Grande           | Da Cana-caiana à Purinha...                                                  | Wagner Silva                                                | 173,9  |
| 8    | Unidos de Manguinhos             | De Zé Pereira ao Rei Momo Atual, a Manguinhos Reconta a História do Carnaval | Leonardo Soares                                             | 173    |
| 9    | Acadêmicos do Dendê              | O Cruzeiro que Traz o Real Desembarca no Carnaval                            | Jorge Mendes                                                | 172,9  |
| 10   | Acadêmicos de Vigário Geral      | Arlênio Lívio, a Bandeira do Samba                                           | Cid Franco                                                  | 169,5  |
| 11   | Mocidade Independente de Inhaúma | Sonhando, Brincando, Sou Criança, Sou o Samba                                | Amarildo de Mello                                           | 136,1  |
| 12   | Imperial de Morro Agudo          | Reciclar com Criatividade, É Construir com Glória                            | Carlos Silva                                                | 90,5   |

## Grupo E
O desfile do Grupo E (sexta divisão) foi organizado pela AESCRJ e realizado a partir da noite da terça-feira, dia 24 de fevereiro de 2004, na Estrada Intendente Magalhães.
| Ordem dos desfiles |
| 1. União de Vaz Lobo 2. Arame de Ricardo 3. Unidos do Uraiti 4. Mocidade Unida de Jacarepaguá 5. Unidos de Padre Miguel 6. Paraíso da Alvorada 7. Unidos da Vila Santa Tereza 8. Delírio da Zona Oeste 9. União de Guaratiba 10. Infantes da Piedade |

### Classificação
Mocidade Unida de Jacarepaguá foi campeã, garantindo seu retorno ao Grupo D, de onde foi rebaixada em 2002. A escola realizou um desfile sobre Olodumare. Vice-campeã, a Unidos de Padre Miguel também garantiu seu retorno ao Grupo D, de onde foi rebaixada em 2002. A escola homenageou o bairro de Bangu. Terceiro colocado, o Paraíso da Alvorada garantiu sua promoção inédita ao Grupo D. Quarta colocada, a Delírio da Zona Oeste garantiu seu retorno ao Grupo D, de onde foi rebaixada no ano anterior. Últimas colocadas, Infantes da Piedade e União de Guaratiba foram suspensas de desfilar por um ano.
| Legenda: Promovidas ao Grupo D Suspensas |

| Col. | Escola                        | Enredo                                                                   | Carnavalesco(a)                                                       | Pontos |
| ---- | ----------------------------- | ------------------------------------------------------------------------ | --------------------------------------------------------------------- | ------ |
| 1    | Mocidade Unida de Jacarepaguá | Olodumaré, o Senhor do Destino                                           | Luiz Cavalcante e Marinaldo                                           | 184,9  |
| 2    | Unidos de Padre Miguel        | Bangu, Glória em Séculos de História                                     | Márcio Marins                                                         | 183,1  |
| 3    | Paraíso da Alvorada           | Da Floresta Amazônica à Região Banhada por Igarapés                      | Agnaldo Corrêa                                                        | 182    |
| 4    | Delírio da Zona Oeste         | Delirando com Saudades dos Antigos Carnavais                             | Gilson Senna e Márcio Guedes                                          | 178,1  |
| 5    | União de Vaz Lobo             | Portela... Vida, Arte e Glória - 80 Anos de História                     | Alexander Brívio, Leandro Vasconcelos, Marcelo Machado e Renato Silva | 176    |
| 6    | Unidos da Vila Santa Tereza   | Na Ginga do Samba, 70 Anos de Glórias da Associação das Escolas de Samba | Jefferson Machado e Flávio Rodrigues                                  | 173,3  |
| 7    | Arame de Ricardo              | Lafond, Sua Vida, Suas Glórias... Hoje o Arame Conta Sua História        | César Gomes                                                           | 168,6  |
| 8    | Unidos do Uraiti              | Abram Alas para a Folia, Aí Vem a Uraiti                                 | Fernando Muniz                                                        | 165,1  |
| 9    | Infantes da Piedade           | Sorria, Você Está em Piedade, Lugar de Sambistas de Verdade              | Michele Dias Augusto                                                  | 161,7  |
| 10   | União de Guaratiba            | Não Há Mal que Sempre Dure e que Uma Fezinha na Sorte não Cure           | Alberto Rodrigues                                                     | 144,4  |

## Blocos de enredo
Os desfiles foram organizados pela Federação dos Blocos Carnavalescos do Estado do Rio de Janeiro (FBCERJ).

### Grupo 1
Bloco do Barriga foi o campeão. Últimos colocados, Bloco do China e Amizade da Água Branca foram rebaixados para o Grupo 2.
| Legenda: Campeão Rebaixados para o Grupo 2 |

| Col. | Bloco                      | Pontos |
| ---- | -------------------------- | ------ |
| 1    | Bloco do Barriga           | 199    |
| 2    | Coroado de Jacarepaguá     | 195    |
| 3    | Acadêmicos de Belford Roxo | 193    |
| 4    | Raízes da Tijuca           | 190    |
| 5    | Flor da Primavera          | 188    |
| 6    | Cometas do Bispo           | 185    |
| 7    | Novo Horizonte             | 185    |
| 8    | União da Ponte             | 184    |
| 9    | Bloco do China             | 184    |
| 10   | Amizade da Água Branca     | 177    |

### Grupo 2
Corações Unidos do Amarelinho foi o campeão, sendo promovido ao Grupo 1 junto com Unidos de Tubiacanga e Simpatia do Jardim Primavera. Luar de Prata foi desclassificado por desfilar com menos de 50% da quantidade mínima de componentes exigida pelo regulamento, sendo rebaixado para o Grupo 3 junto com Tupiniquim da Penha Circular.
| Legenda: Promovidos ao Grupo 1 Rebaixados para o Grupo 3 |

| Col. | Bloco                           | Pontos                     |
| ---- | ------------------------------- | -------------------------- |
| 1    | Corações Unidos do Amarelinho   | 196                        |
| 2    | Unidos de Tubiacanga            | 189                        |
| 3    | Simpatia do Jardim Primavera    | 185                        |
| 4    | Rosa de Ouro                    | 178                        |
| 5    | Magnatas de Engenheiro Pedreira | 177                        |
| 6    | Unidos do Alto da Boa Vista     | 175                        |
| 7    | Falcão Dourado                  | 172                        |
| 8    | Império do Gramacho             | 168                        |
| 9    | Tupiniquim da Penha Circular    | 155                        |
| 10   | Luar de Prata                   | Desclassificado (Artigo 5) |

### Grupo 3
Boca de Siri foi o campeão, sendo promovido ao Grupo 2 junto com Sorriso de Criança e Azul e Branco.
| Legenda: Promovidos ao Grupo 2 |

| Col. | Bloco                        | Pontos |
| ---- | ---------------------------- | ------ |
| 1    | Boca de Siri                 | 100    |
| 2    | Sorriso de Criança           | 98     |
| 3    | Azul e Branco                | 98     |
| 4    | Unidos de Parada Angélica    | 89     |
| 5    | Mocidade Unida de Manguariba | 88     |
| 6    | Esperança de Nova Campina    | 88     |
| 7    | Tigre de Bonsucesso          | 87     |
| 8    | Chora na Rampa               | 75     |
| 9    | Grilo de Bangu               | 71     |
| 10   | Acadêmicos da Botija         | 62     |